# Besançon
Besançon [bəzɑ̃sɔ̃]IPA je město departementu Doubs a sídlo regionální rady Burgundsko-Franche-Comté. Nachází se na okraji pohoří Jura, necelých šedesát kilometrů od Švýcarska. Městem protéká řeka Doubs. Se spoustou historických památek a opevněním postaveným Vaubanem je od roku 2008 na seznamu světového dědictví UNESCO. 
Besançon je hlavním městem historické a kulturní oblasti Franche-Comté. Je také sídlem jedné z patnácti francouzských církevních provincií a jedné ze dvou divizí pozemních ozbrojených sil. Zároveň se jedná o univerzitní město, jehož univerzita založená v roce 1423 každoročně přijímá téměř 30 000 studentů. 
Město má přibližně 120 tisíc obyvatel, což z něj činí 32. nejlidnatější francouzské město. Město bylo založeno v meandru řeky Doubs a hrálo důležitou roli v gallo-římském době, kdy bylo slavním sídlem keltského kmene Sekvanů, které bylo označováno latinským násvem Vesontio. Jeho geografie a specifická historie z něj udělaly vojenskou pevnost, politické centrum a náboženské centrum. 
Besançon je historickou kolébkou francouzského hodinářství a i proto se stala významným průmyslovým centrem tvořeným inovativními společnostmi v oblasti mikrotechnologie, mikromechaniky a biomedicínského inženýrství. 

## Obyvatelstvo
Počet obyvatel

## Hospodářství
Významný je zde obchod s obilím a vínem. Oblast kolem Besançonu je proslulá svými mléčnými výrobky, zejména sýry (Comté a Morbier). V Besanconu otevřel chemik Hilaire de Chardonnet v roce 1889 první komerční továrnu na výrobu umělého hedvábí. Nejvýznamnějšími odvětvími jsou mikrotechnologie, strojírenství a hodinářství, které se zde rozvíjelo od 17. století. Počátkem 20. století zde působila také automobilka Th. Schneider. V Besançonu je též továrna, vyrábějící důležité komponenty vysokorychlostních vlaků TGV.

## Pamětihodnosti

### Antické památky
- Porte Noire: vítězný oblouk
- Zbytky arén Besançon
- Square Castan: soubor archeologických pozůstatků z 2. nebo 3. století, včetně osmi korintských sloupů.

### Náboženské stavby
- Katedrála Sv. Jana
- Kostel sv. Petruše
- Kostel svaté Maří Magdalény
- Synagoga v Besançonu

| Galerie náboženské stavby v Besançonu | Galerie náboženské stavby v Besançonu | Galerie náboženské stavby v Besançonu | Galerie náboženské stavby v Besançonu |
| ------------------------------------- | ------------------------------------- | ------------------------------------- | ------------------------------------- |
| Kostel svaté Maří Magdalény           | Synagoga                              | Katedrála Sv. Jana                    | Kaple Notre-Dame                      |

### Opevnění a vojenské stavby
Citadela, městské hradby a pevnost Griffon v Besançonu jsou jako součást Vaubanových opevnění od roku 2008 na seznamu světového dědictví.
- Citadela Vauban
- Fort Griffon
- Tour de la Pelote
- Porte taillée
- Porte Rivotte

| Galerie opevnění a vojenské stavby v Besançonu | Galerie opevnění a vojenské stavby v Besançonu | Galerie opevnění a vojenské stavby v Besançonu | Galerie opevnění a vojenské stavby v Besançonu |
| ---------------------------------------------- | ---------------------------------------------- | ---------------------------------------------- | ---------------------------------------------- |
| Citadela                                       | Porte Rivotte                                  | Tour de la Pelote                              | Tour de Chamars a cimbuří                      |

### Paláce a občanské stavby
- Palác Granvelle
- Orloj

## Doprava
S Paříží je město dnes spojeno jak dálnicí, tak i tratí TGV.

### Železniční doprava
Besançon je přístupný přímým TGV vlakem z Paříže (za 2 hodiny 30 minut), nebo ze Strasbourgu, či z Lyonu.

## Osobnosti
- Antoine Perrenot de Granvelle (1517–1586), kardinál, aktér nizozemské revoluce
- Jean Lalemandet (1595–1647), teolog a mnich řádu paulánů, působící ve střední Evropě
- Charles Fourier (1772–1837), utopický socialista
- Charles Nodier (1780–1844), spisovatel
- Victor Hugo (1802–1885), básník, prozaik, dramatik, esejista romantismu a politik
- Pierre-Joseph Proudhon (1809–1865), typograf, socialistický myslitel
- Auguste a Louis Lumièrové (1862–1954) a (1864–1948), první filmoví tvůrci
- Tristan Bernard (1866–1947), spisovatel, dramatik a novinář
- Joseph Vacher (1869–1898), sériový vrah
- Alex Beaupain (* 1974), skladatel, zpěvák
- Vanessa Guide (* 1983), herečka

## Partnerská města
- Bílsko-Bělá, Polsko
- Bistriţa, Rumunsko
- Douroula, Burkina Faso
- Freiburg im Breisgau, Německo
- Huddersfield, Spojené království
- Chadera, Izrael
- Charlottesville, Spojené státy americké
- Kuopio, Finsko
- Man, Pobřeží slonoviny
- Neuchâtel, Švýcarsko
- Pavia, Itálie
- Tver, Rusko